# .sg
.sg는 싱가포르의 국가 코드 최상위 도메인이다.

## 2차 도메인
- .com.sg - 상업 단체
- .net.sg - 네트워크 제공자, info-com 운영자
- .org.sg - Registry of Societies의 단체
- .gov.sg - 정부 기관
- .edu.sg - 교육 기관
- .per.sg - 개인 도메인 이름
- .sg - 유효한 싱가포르 우편 주소를 가진 모든 사람
- .新加坡- 중국어 웹사이트
- .சிங்கப்பூர்- 타밀어 웹사이트

## .sg 도메인 통계
2017년 1월 기준으로 175,563개의 등록된 .sg 도메인이 존재하였다.